# Quebrada de los Choros
Quebrada de los Choros är ett vattendrag i Chile.   Det ligger i regionen Región de Coquimbo, i den centrala delen av landet, 500 km norr om huvudstaden Santiago de Chile.